# Fresh ’n’ Funky
Fresh ’n’ Funky war ein deutsches Pop-Projekt, das in den 1990er Jahren vor allem in Deutschland Erfolge verbuchen konnte. Der bekannteste Titel der Band, Pop, Rock, Soul, Funk Forever, erschien 1996.

## Bandgeschichte
Das Projekt bestand Mitte der 1990er Jahre aus dem Rapper Michael „Ameer“ Williams und dem Sänger Terry Dean. Lee York (alias Norbert Kreuzer) und Rick Layne (alias Abraham Lin), die schon für After One, En-Sonic und Ultramatix erfolgreich zusammenarbeiteten, produzierten die R&B- und Funk-beeinflussten Popsongs. Alle vier Musiker beteiligten sich auch beim Songschreiben.
1996 stieg der Titel Pop, Rock, Soul, Funk Forever in die deutsche Hitparade. Er basiert musikalisch auf dem Titel A Night to Remember von Shalamar aus dem Jahr 1982. 1997 folgte mit Fresh ’n’ Funky eine weitere Single, die sich in den deutschen Charts platzieren konnte. Neben diesen zwei Liedern wurden auch Welcome to the Club (1997) und Now or Never (1998) Radiohits in Deutschland. Das einzige Album Mission: Funky! kam 1997 in die Läden. Nachdem die Single Carry On 1999 keine Beachtung fand,  trennten sich Fresh ’n’ Funky.

## Diskografie

### Alben
- 1997: Mission: Funky!

### Singles
- 1993: Chill Me (feat. Carol McCloud)
- 1996: Pop Rock Soul Funk Forever
- 1997: Fresh ’n’ Funky
- 1997: Welcome to the Club
- 1997: Shades of Blue
- 1998: Now or Never
- 1999: Carry On